# Orthetrum hintzi
Orthetrum hintzi é uma espécie de libelinha da família Libellulidae. 
Pode ser encontrada nos seguintes países: Angola, Benin, Botswana, República Centro-Africana, República do Congo, República Democrática do Congo, Costa do Marfim, Guiné Equatorial, Etiópia, Gana, Guiné, Guiné-Bissau, Quénia, Libéria, Malawi, Mali, Moçambique, Namíbia, Nigéria, Senegal, Serra Leoa, África do Sul, Tanzânia, Uganda, Zâmbia, Zimbabwe e possivelmente em Burundi.
Os seus habitats naturais são: florestas subtropicais ou tropicais húmidas de baixa altitude, matagal árido tropical ou subtropical, matagal húmido tropical ou subtropical, rios, pântanos, marismas de água doce, marismas intermitentes de água doce e nascentes de água doce. 